# 奥田務
奥田 務（おくだ つとむ、1939年（昭和14年）10月14日 - ）は、日本の実業家。J.フロント リテイリング特別顧問。大丸社長を務め、松坂屋との経営統合にあっては主導的役割を担った。

## 来歴・人物
三重県津市で7人兄弟の5人目として生まれる。祖父奥田喜一郎は明治末期に奥田証券を津市に創業。気性が荒く、芦屋市にも別邸を構えた相場師であった。奥田証券は大正期に入ると、大阪にも拠点を構え、三重県で最大の証券会社に成長した。父は慶應義塾大学経済学部の出身で、歌舞伎鑑賞が趣味の温和な性格だった。6人兄弟であるが、当時としては珍しく、父を含めてほとんどが東京六大学を出ていた。戦争によって母方の祖母が住んでいた飯南郡上蛸路（現・松阪市）に疎開し、祖母の家の近くで借家住まいを続けた。この母方の一族・常保家は百済からの渡来人の家系といい、代々鋳造師を輩出し、歴史学者が調査に訪れるほど歴史ある家系だったという。
7歳違いの兄・奥田碩は家業を継ぐことも踏まえ、地元のトヨタ自販に入社。務は高校卒業時、歴史学者になりたいと考えたが、父から笑われ、断念。高校ではあまり勉強しておらず、会社を継ごうと思っていたことから、大学を受験しないまま、高校を卒業した。卒業後、一橋大学を出ていた碩や、東京大学、慶應義塾大学などを出ていた叔父、父らの影響から、東京の大学に進学しようと決意し、家で受験勉強に励んだ。ただ、家業を継ぐことを考えていたこともあり、祖母から期待されていた努力家の兄とは違い、真剣に勉強をせず、趣味の推理小説やクラシック音楽を楽しむ生活を送った。しかし二浪時には、新宿・下落合に下宿し代々木の予備校に通い、国立大学受験者用の特進コースで学んだ。やがて国立大学より受験科目の少ない私立大学を受験しようと決め、慶大の法学部、経済学部、商学部に合格した。
1960年法学部に入学し国際公法を学ぶ。総合商社への就職を夢見ていたが、『流通革命』（林周二著）を読み就職先に小売業も考えるようになり、学校推薦を貰い、当時日本一の百貨店であった大丸で形だけの面接を受け、内定を得た。

### 大丸入社
1964年大丸に入社。5ヶ月間の研修を経て、京都店の旅行用品売り場を担当した。しかし、希望した東京店への配属ではなかったうえ、雑用の仕事が多く、会社をやめることも考えた。1966年に外商部門に異動。30代前半でニューヨーク州立ファッション工科大学留学と米大手百貨店ブルーミングデールズへの研修チャンスを得て渡米。バイヤーライントレーニーとして採用された。帰国後新店舗開設の責任者に選ばれ、梅田店の開業で成功を収める。奥田流の百貨店運営術は「梅田学派」と呼ばれた。社長に就任してからは国内不採算店閉鎖、海外の事業撤退、人員削減などを行い、「負の遺産の整理」と「業務オペレーションの改革」などの守りと攻めの改革による経営を進め、札幌店・心斎橋店南館開設、梅田店増床を手掛けた。また松坂屋との経営統合にあたっても主導的な役割を担った。
このほか関西経済同友会代表幹事、21世紀臨調顧問会議代表、関西経済連合会副会長、MBSメディアホールディングス監査役、りそなホールディングス取締役なども務めた。

## 経歴
- 1964年　大丸入社。
- 1974年　ニューヨーク州立ファッション工科大学留学。
- 1987年　大丸オーストラリア社長。
- 1991年9月　大丸オーストラリア代表取締役。
- 1995年　帰国、大丸取締役。
- 1996年5月 大丸常務取締役。
- 1997年3月　大丸代表取締役社長。
- 2003年5月　大丸代表取締役会長兼最高経営責任者[5]。
- 2004年6月 毎日放送社外監査役（2022年6月22日付で退任）。
- 2006年6月 大阪証券取引所社外取締役。
- 2006年6月 りそなホールディングス社外取締役・報酬委員会委員。
- 2007年　松坂屋グループとの経営統合により発足の持株会社、J.フロント リテイリング代表取締役社長兼CEO兼大丸代表取締役会長。
- 2010年3月 J.フロントリテイリング代表取締役会長兼最高経営責任者。
- 2010年6月 りそなホールディングス社外取締役・報酬委員会委員長。
- 2013年1月 日本取引所グループ社外取締役・報酬委員会委員長。
- 2013年4月 J．フロントリテイリング取締役相談役。
- 2013年6月 三菱UFJフィナンシャル・グループ取締役。
- 2014年5月 J．フロントリテイリング相談役[6]。
- 2015年10月　フィンランド総領事として長年の功績により、サウリ・ニーニスト大統領よりフィンランド勲章授与。フィンランド大使館で伝達式が行われた。
- 2015年5月 関西学院大学客員教授。
- 2018年5月 J.フロント リテイリング特別顧問[7]。

## 著作
- 『未完の流通革命 大丸松坂屋、再生の25年』日経BP社、2014年10月。ISBN 978-4822277864。

## 連載
- 『私の履歴書』- 2015年12月、日本経済新聞に掲載。

## 社会的活動・発言など
- 『変化を目に見える形にする』[4]
- 『経営を変えるには社員全員の健全な危機意識と高い目標が必要』
- 『明治時代でも現代でも、会社が潰れそうになる原因は顧客の軽視だ』
- 『経営改革の成果が出ても、改革を減速しない』
- 『社員との危機意識のズレがあっても、目の前にある危機を説き続ける』

## 家族・親族
奥田家は第2次大戦前まで資産家として名が通るが、昭和40年代前半の証券不況のあおりで奥田証券は経営破綻した。後年、大阪証券取引所役員を担い、当時東京証券取引所の役員を務めていた兄・碩と、合併により誕生した日本取引所グループの役員会で会った際には、証券業界に携わる2人の姿を見たら「祖父と父が見たら喜ぶやろね」と語り合ったという。
歌人の鬼頭白雨は叔父。児童文学作家の米川みちこは従姉。